# Duomo di Fossano
Il duomo di Fossano, dedicato a San Giovenale, patrono della città, è situato nel centro storico di fianco a piazza Manfredi. Ha la dignità di basilica minore e dal 1940 è monumento nazionale..

## Storia e descrizione
La chiesa è stata costruita tra 1778 e 1791 dall'architetto Mario Ludovico Quarini, mentre il campanile, chiaramente di stile differente, è anteriore, databile tra 1395 e 1420.
La cattedrale, che ha sostituito la precedente duecentesca, presenta una maestosa facciata nel tipico mattone piemontese e segue lo stile neoclassico.
All'interno sono presenti numerosi dipinti e affreschi, tra i quali cinque medaglioni di Paolo Emilio Morgari: la Glorificazione della Vergine fra gli angeli incoronata dalla Trinità, nella volta del presbiterio, Dio che indica ad Adamo ed Eva la Vergine, La Vergine e i profeti, La Vergine i santi e i beati fossanesi, nella navata centrale e in controfacciata Eliodoro cacciato dal tempio. Sono inoltre custodite al suo interno le reliquie del santo patrono della città: san Giovenale.

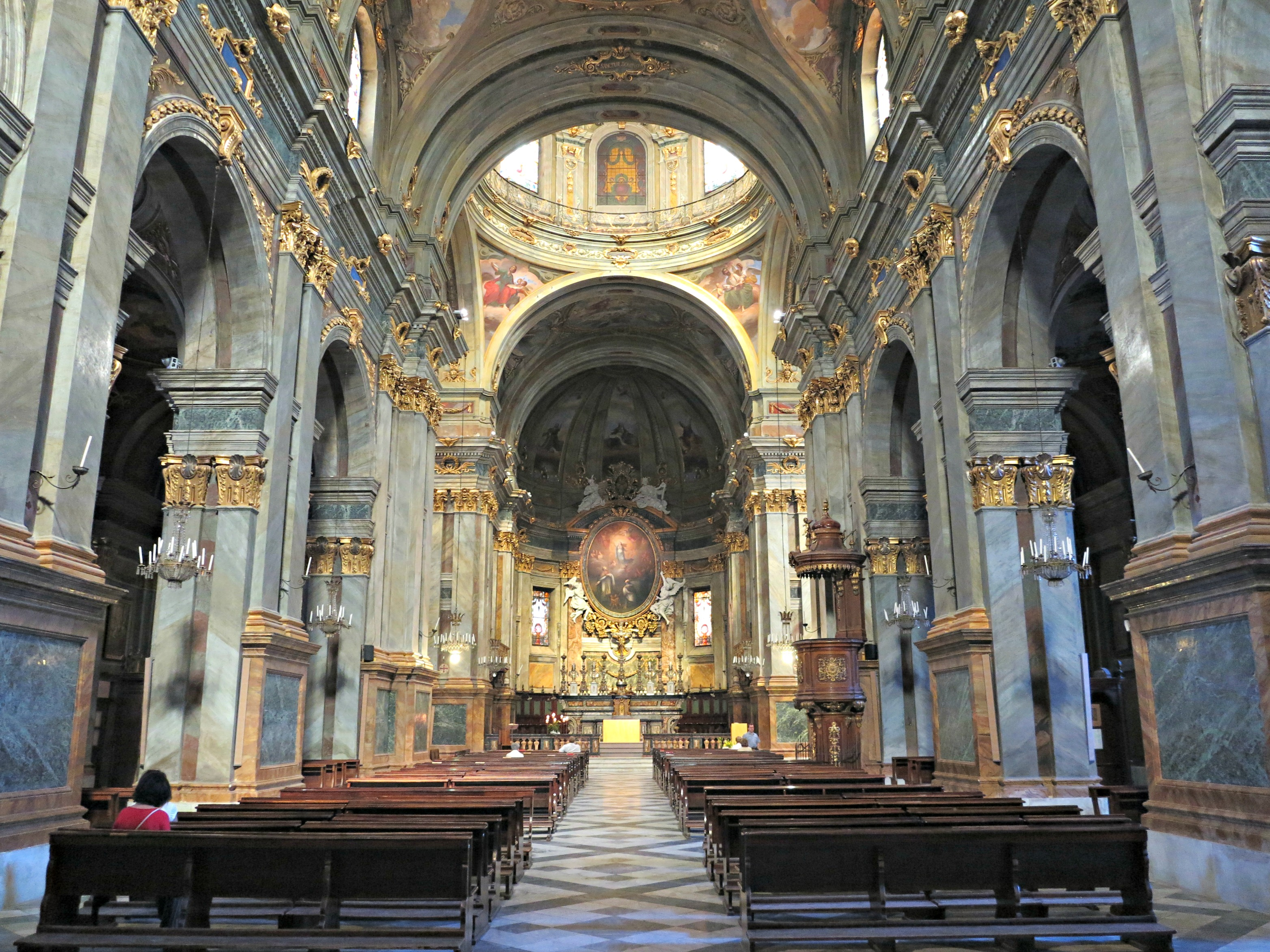
Interno della cattedrale